# Paolo Quagliati

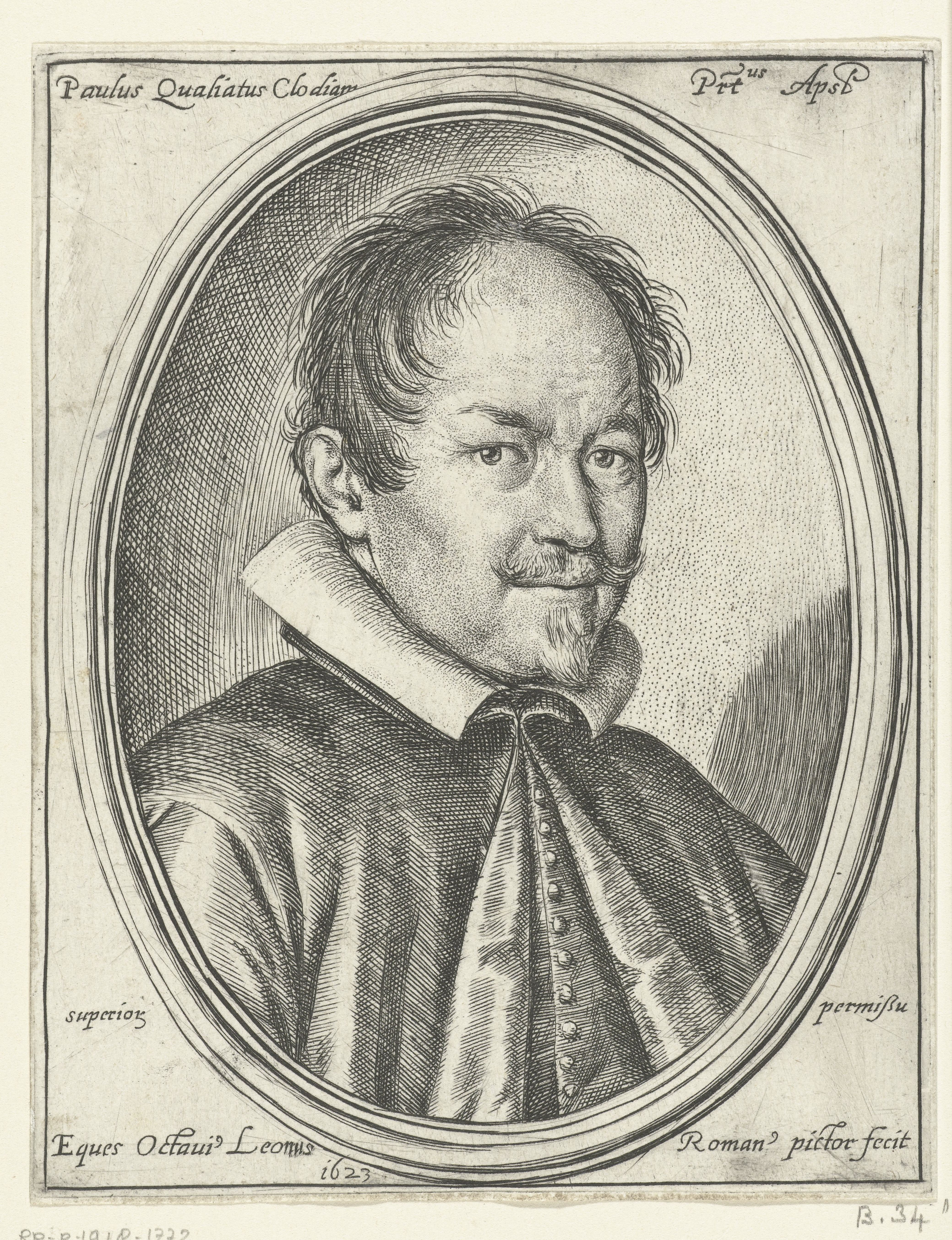
Paolo Quagliati, nach Ottavio Leoni (1623)

Paolo Quagliati (* um 1555 in Chioggia; † 16. November 1628 in Rom) war ein italienischer Komponist und Organist in Rom.

## Leben und Wirken
Nach seiner musikalischen Ausbildung (vermutlich in Venedig), zog Paolo Quagliati 1574 nach Rom, wo er als Organist in verschiedenen Kirchen wirkte. Er fand dann (nach 1600) eine Anstellung bei Kardinal Alessandro Ludovisi, der 1616 als Papst Gregor XV. in die Geschichte einging. Dieser setzte ihn in den Rang eines Apostolischen Protonotars ein.
Quagliati schuf geistliche und weltliche Vokal- und Instrumentalmusik in großer Vielfalt. Seine erste Veröffentlichung datiert aus dem Jahr 1585. Ein wichtiges Werk ist „La sfera armoniosa“ (Rom 1623), es besteht aus nicht weniger als 25 Teilen, einschließlich Gesangssoli, Duetten, die alle von begleitenden Violinstimmen untermalt sind. Einige der Sätze entsprechen dem aus Norditalien stammenden „style concertato“. Er schrieb dieses Werk für die Hochzeit der Isabella Gesualdo, einer Nichte des Papstes und Tochter des berühmt-berüchtigten Komponisten Fürst Carlo Gesualdo.